# Альтон (национальный парк)
А́льтон (англ. Alton National Park) — национальный парк в графстве Балонн на юго-востоке Квинсленда, Австралия.

## Географическое положение
Национальный парк Альтон находится в 371 км к западу от Брисбена и в 75 км к востоку от Сент-Джорджа, рядом с шоссе Муни. Площадь — 5,58 км². Средняя высота местности составляет 225 метров.
Обширная вырубка деревьев привела к тому, что национальный парк Альтон превратился в важный островок растительности, соединяющийся с представителями флоры, произрастающими на берегах реки Муни. Парк представляет собой территорию нетронутых сообществ спинифексов и древовидных растений. Вокруг парка расположены пастбища для крупного рогатого скота и овец, а также небольшие сельскохозяйственные угодия. Рядом с парком ведётся разведка месторождений и добыча нефти. Шоссе Муни делит парк на северную и южную части.

## История
Национальный парк образован в декабре 1973 года благодаря уникальных видам растений, полевых цветов, произрастающих на здешних просторах.

## Флора и фауна
В парке зарегистрировано в общей сложности восемь видов растений и животных, имеющих природоохранное значение. Пять из них находятся под угрозой исчезновения, два считаются уязвимыми в соответствии с Законом об охране природы, а один внесён в перечень уязвимых в соответствии
с Законом об охране окружающей среды и сохранении биоразнообразия.
Национальный парк Альтон имеет большое значение для сохранения местной фауны, в особенности для семейства сцинковых. Для выживания этого вида особенно важным является сохранение спинифексов и других растений подобного типа.
Большая часть видов обитает на западных границах национального парка, например, леопардовая радужная птица, белоухий медосос, желтолицый медосос, медношейная полосатая горлица, тонкоклювый сорокопутовый личинкоед, белогорлый южноазиатский козодой, серебряная белоглазка, чернополосый валлаби, северная лягушка-банджо и карликовый мусорный сцинк. В парке обитает самая восточная из известных популяций австралийского длинноногого сцинка. Валлаби наиболее часто встречаются в густой полосе кипарисов, проходящей вдоль южной границы парка. В непосредственной близости от парка неоднократно был замечен австралийский питон Рамсея, который находится под угрозой исчезновения. В парке, вероятно, обитает венценосный геккон, популяция которого в данном регионе достаточно скудная.
Среди видов растений в национальном парке произрастают спинифексы, эвкалипты, каланхое войлочные, проволочные кусты (изолированная восточная популяция), диурисы трёхцветные (классифицируется как уязвимый в соответствии с Законом об охране окружающей среды и сохранении биоразнообразия) и волокнистые дубы. В национальном парке Альтон произрастают четыре популяции эвкалиптовой панды. Среди других редких видов растительности встречаются заросли эвкалипта пекарского и медового мирта.
Из-за изменившихся погодных условий кипарисовая сосна занимает всё большие площади национального парка, однако лесной пожар 2002 года сократил масштабы её распространения.